# Повх, Олеся Ивановна
Оле́ся Ивановна Повх (укр. Олеся Іванівна Повх; род. 18 октября 1987, в Днепропетровске, УССР) — украинская легкоатлетка. Бронзовый призёр Олимпийских игр 2012 года, участница Олимпийских игр 2016 года. Чемпионка Европы (2010, 2011), Заслуженный мастер спорта Украины.

## Биография
Первый тренер — Антонина Слюсар. Воспитанница СК «Металлург» комбината «Запорожсталь». В марте 2008 года начала тренироваться в группе у Михаила и Константина Рураков (отец и сын), переехав в Запорожье из родного Днепропетровска.
В 2010 году окончила факультет олимпийского и профессионального спорта Днепропетровского государственного института физической культуры и спорта.
В 2012 году заканчивала магистратуру факультета физического воспитания Запорожского национального университета.
Чемпионка Украины 2010 в беге на 100 м.
На чемпионате Европы 2010 стала победительницей эстафеты 4×100 м (вместе с Елизаветой Брызгиной, Натальей Погребняк и Марией Ремень).
Отмечена стипендией Президента Украины (2011).
Участница Олимпийских игр 2012 года:
- В эстафете 4×100 м команда в составе Олеси Повх, Елизаветы Брызгиной, Христины Стуй и Марии Ремень завоевала бронзу.
- На дистанции 100 метров в полуфинале Олеся Повх заняла шестое место и не прошла в финал.

Участница Олимпийских игр 2016 года в Рио-де-Жанейро.
- В финале эстафеты 4×100 м команда, в составе Олеси Повх, Натальи Погребняк, Марии Ремень и Елизаветы Брызгиной заняла шестое место, показав результат 42,36 с., лучший в сезоне.[12]
- На дистанции 100 метров в полуфинале Олеся Повх заняла восьмое место, показав время 11,29 секунд и не прошла в финал.[13]

## Дисквалификация
Олеся Повх дисквалифицирована на четыре года в соответствии с п.п. 32.2 (b) и 40.2 Правил ИААФ и отстранена от участия в спортивных соревнованиях, начиная с 03.08.2017 года и до 02.08.2021 года.
Аннулированы все результаты соревнований, достигнутые в период с 15.06.2016 года по 03.08.2017 года, в том числе её лишили всех титулов, наград, медалей, баллов, подлежат возврату призовые и денежные вознаграждения, полученные ею в указанный период. Запрещено принимать какое-либо участие в соревнованиях и мероприятиях по лёгкой атлетике в период дисквалификации.

## Личные рекорды
| Дата             | Событие          | Город          | Время (с) |
| ---------------- | ---------------- | -------------- | --------- |
| 4 июля, 2012     | 100 м            | Ялта           | 11.08     |
| 31 мая, 2011     | 200 м            | Ялта           | 22.58     |
| 10 августа, 2012 | 4х100 м эстафета | Лондон, Англия | 42.04     |

## Награды
- Орден княгини Ольги ІІІ степени (2012)[5]
- Орден «За заслуги» III степени (2013)[16]

## Примечания

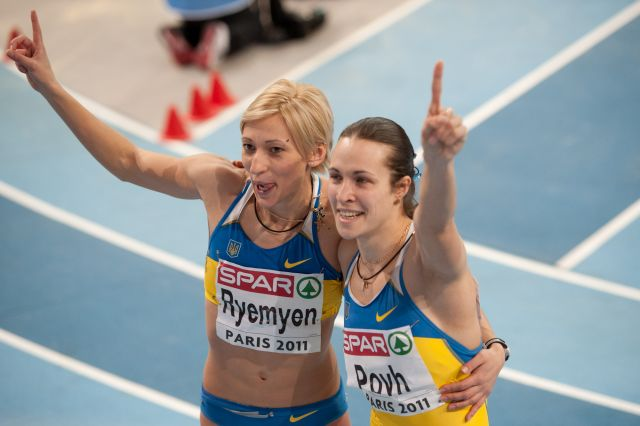
Олеся Повх (справа) с Марией Ремень после победы на чемпионате Европы в помещении 2011 года в забеге на 60 метров